# Charbel Wehbe

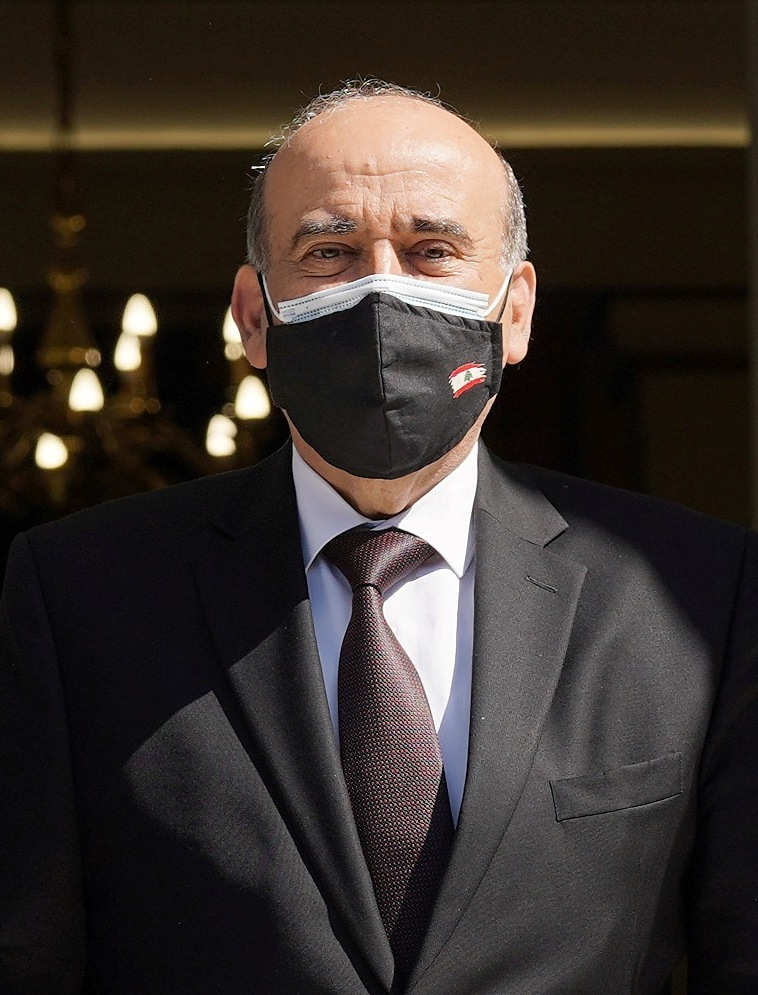
Charbel Wehbe

Charbel Wehbe (arabisch شربل وهبة, DMG Šarbil Wahba; * 15. Juli 1953) ist ein libanesischer Diplomat und Politiker. Vom 3. August 2020 bis 19. Mai 2021 war er Außenminister im Kabinett Diab.

## Leben
Wehbe erhielt 1974 ein Diplom in Mathematik an der Fakultät für Naturwissenschaften der libanesischen Universität und studierte anschließend Rechtswissenschaft am Higher Institute of Wisdom for Law Studies. Er hat einen Bachelor-Abschluss in libanesischem Recht, den er 1979 an der Rechtsfakultät der libanesischen Universität erwarb. Wehbe absolvierte dann eine Karriere im Ministerium für auswärtige Angelegenheiten und Expatriates. Wehbe hatte mehrere diplomatische Positionen in den libanesischen Botschaften in Kairo, Den Haag, Berlin und beim Generalkonsulat des Libanon in Toronto inne. Von 2007 bis 2012 war er Botschafter des Libanon in Venezuela, von 2002 bis 2007 Generalkonsul des Libanon in Los Angeles, von 1995 bis 2000 Generalkonsul des Libanon in Montreal. Als Wehbe aus dem Außenministerium ausschied, ernannte ihn Präsident Michel Aoun ab Oktober 2017 zu seinem Berater für diplomatische Angelegenheiten. Charbel Wehbe wurde am 3. August 2020 zum neuen Außenminister des Libanon ernannt und ersetzte Nassif Hitti. Am 19. Mai 2021 trat er wegen umstrittener Äußerungen zu den Golfstaaten zurück.